# Теорема Пуанкаре о возвращении
Теорема Пуанкаре о возвращении — одна из базовых теорем эргодической теории. Её суть в том, что при сохраняющем меру отображении пространства на себя почти каждая точка вернётся в свою начальную окрестность. 

## Формулировка
Полная формулировка теоремы следующая:
| Пусть {\displaystyle T} — сохраняющее меру преобразование пространства с конечной мерой {\displaystyle (X,\mu )} и пусть {\displaystyle A\subset X} — измеримое множество. Тогда для некоторого натурального {\displaystyle N} {\displaystyle \mu (\{x\in A\colon \{T^{n}(x)\}_{n\geqslant N}\subset (X\setminus A)\})=0}. |